# Priechod
Priechod est un village de Slovaquie situé dans la région de Banská Bystrica.

## Histoire
Première mention écrite du village en 1340.

## Démographie

### Évolution de la population
| Année:               | 1994. | 2004.   | 2014.   | 2024.    |
| -------------------- | ----- | ------- | ------- | -------- |
| Nombre de personnes: | 860   | 927     | 917     | 1030     |
| Différence:          |       | +7,79 % | -1,07 % | +12,32 % |

| Année:               | 2023. | 2024.   |
| -------------------- | ----- | ------- |
| Nombre de personnes: | 1043  | 1030    |
| Différence:          |       | -1,24 % |